# 宾亚明·苏达什
宾亚明·苏达什（土耳其語：Bünyamin Sudaş，1975年8月23日—），土耳其男子举重运动员。他曾代表土耳其参加世界举重锦标赛，获得一枚银牌和一枚铜牌。他也曾参加2000年和2008年夏季奥林匹克运动会。